# Leif Gantvoort
Leif Gantvoort (ur. 8 kwietnia 1972 w Tampie na Florydzie) – amerykański aktor, reżyser i kaskader. Znany jest głównie z roli zabójcy wujka Bena w filmie Niesamowity Spiderman (2012). Jest członkiem MENSA. 

## Kariera
Zadebiutował na ekranie jako marynarz w dramacie sensacyjnym The Waterfront (1998) z udziałem Timothy’ego Bottomsa, Martina Kove’a, Coreya Feldmana, Roberta Z’Dara i Scotta Valentine’a. Po występie w kilku filmach krótkometrażowych, pojawiał się w serialach takich jak Gotowe na wszystko (2010), Justified: Bez przebaczenia (2011) i Dolina Nieumarłych (2011). Otrzymał nominację do nagrody dla najlepszego aktora na festiwalu filmowym Method Fest za główną rolę w film Szaleńcy, kochankowie i poeci (Lunatics Lovers and Poets, 2010). 
Był reżyserem, producentem i autorem scenariusza programów telewizyjnych, w tym ACME Saturday Night (2009-2011) i Hollywood Saturday Night (2012) oraz komedii The 60 Yard Line (2017), gdzie za postać Grega Hayesa, szefa żeglugi otrzymał nagrodę jury na Independent Filmmakers Showcase IFS Film Festival, Phoenix Comicon Film Festival i Wisconsin Film Festival. 
Wystąpił gościnnie w wielu serialach telewizyjnych, w tym Żar młodości (2012), Kości (2012), CSI: Kryminalne zagadki Nowego Jorku (2013), Zabójcze umysły (2013), Mroczne zagadki Los Angeles (2013), Mroczne zagadki Los Angeles (2013), CSI: Kryminalne zagadki Las Vegas (2015), Chicago PD (2015), Sposób na morderstwo (2016) i S.W.A.T. – jednostka specjalna (2019). W sześciu odcinkach opery mydlanej ABC Szpital miejski (2018) zagrał czarny charakter jako Michael Carson.

## Życie prywatne
7 kwietnia 2001 ożenił się z Amy, z którą ma córkę Gaby.

## Wybrana filmografia
- 2001: Na starcie – agresywny mężczyzna
- 2010: Gotowe na wszystko – Ron
- 2011: Justified: Bez przebaczenia – A.J. Logan
- 2011: Dolina Nieumarłych – Manuel
- 2012: Zemsta – barman
- 2012: Niesamowity Spider-Man – złodziej
- 2012: Żar młodości – doker
- 2012: Kości – Adam Borchardt
- 2013: CSI: Kryminalne zagadki Nowego Jorku – George
- 2013: Zabójcze umysły – Shane Payton
- 2013: Mroczne zagadki Los Angeles – mężczyzna w parku
- 2015: CSI: Kryminalne zagadki Las Vegas – Seth
- 2015: Chicago PD – Bergstorm
- 2016: Sposób na morderstwo – Jared Duvall
- 2018: The Crossing. Przeprawa – Luke
- 2018: Szpital miejski – Michael Carson
- 2019: S.W.A.T. – jednostka specjalna – Upton
- 2020: Agenci NCIS – Max Devendorf